# Moinho de martelo

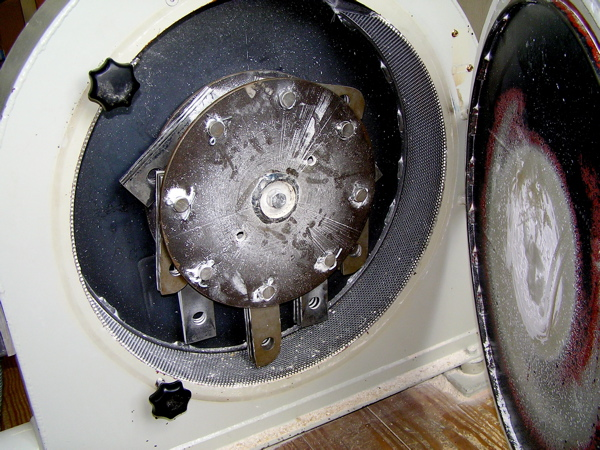
Um moinho de martelo

Moinho de martelo é uma máquina mecânica capaz de moer vários tipos de matéria prima para a sua reciclagem e fabricação de novos produtos. Exemplos destes produtos são: ração para animais, briquetes e pellet.
Um moinho de martelos pode ser utilizado para a granulação e controlo rigoroso do tamanho das partículas dos pós. O tamanho do produto é controlado através da seleção da velocidade dos martelos e do tamanho e tipo da tela. A velocidade é crucial. Abaixo de uma velocidade de impacto crítica, o rotor gira tão lentamente que é obtida uma ação de mistura em vez de trituração. Isto resulta em sobrecarga e aumento de temperatura. O exame microscópico das partículas formadas quando o moinho está a funcionar abaixo da velocidade crítica mostra que são esferoidais, indicando não uma acção de impacto, mas uma acção de fricção, que produz partículas de forma irregular.